# Sankoué
Sankoué est une localité située dans le département de Yé de la province du Nayala dans la région de la Boucle du Mouhoun au Burkina Faso.

## Démographie
| 2003  | 2006  | 2012 |
| ----- | ----- | ---- |
| 2 993 | 3 223 | -    |

## Éducation et santé
La commune accueille un dispensaire isolé.